# Viktória Čerňanská
Viktória Čerňanská, född 29 mars 2002, är en slovakisk bobåkare.
Čerňanská tog silver i monobob vid olympiska vinterspelen för ungdomar 2020 i Lausanne.